# Effet Baldwin

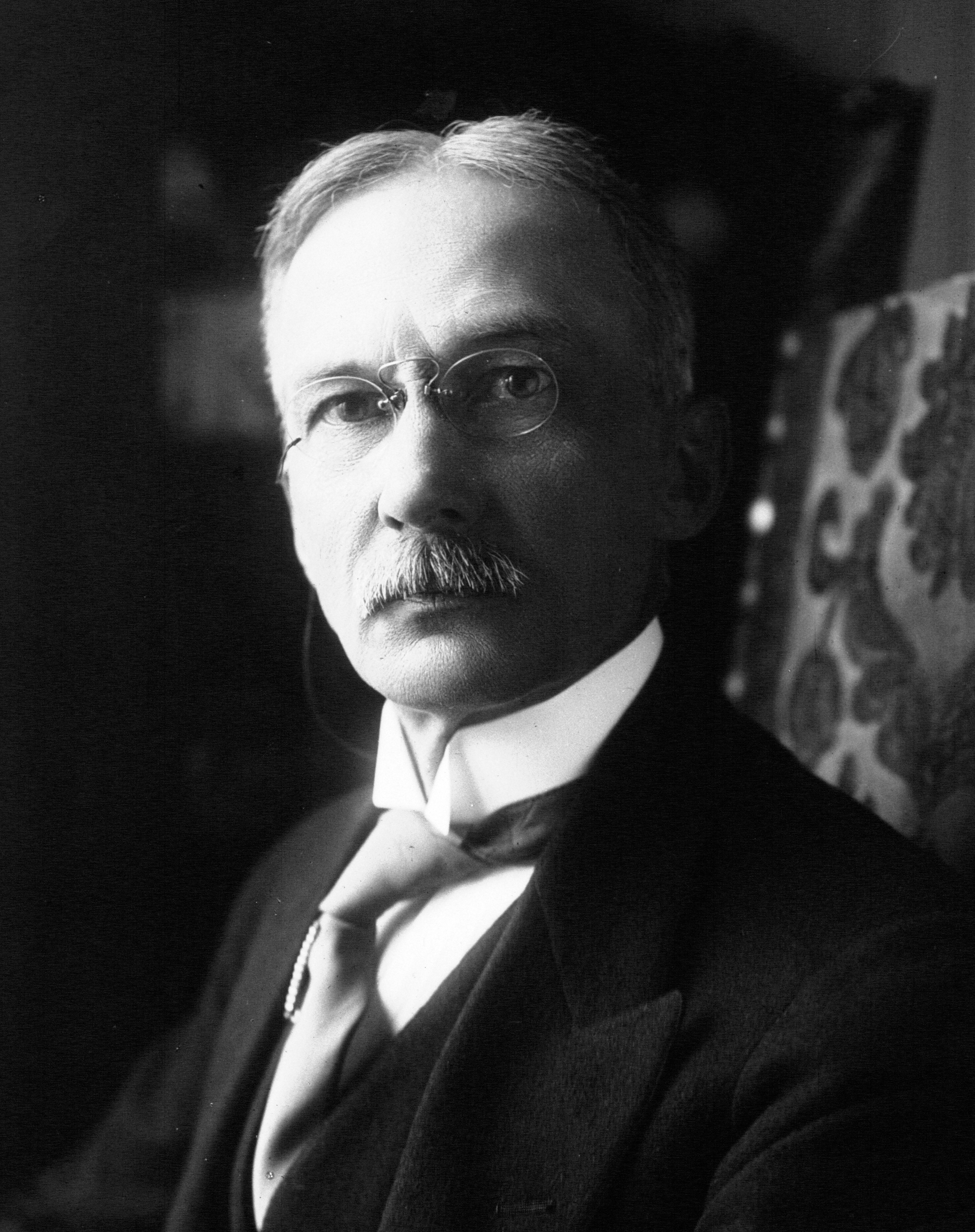
Le psychologue américain James Mark Baldwin (1861-1934), qui a théorisé l’effet Baldwin.

L'effet Baldwin est un corollaire à la théorie de l'évolution mis de l'avant en 1896 dans un livre intitulé Un nouveau facteur en évolution par James Mark Baldwin, qui propose un mécanisme de sélection spécifique sur les capacités d'apprentissage. Selon cette théorie, le comportement durable d'un individu ou d'un groupe influence sa capacité d'apprentissage et ne serait pas limité aux seuls facteurs génétiques.

## Principe
Par exemple, imaginons des oiseaux qui doivent faire face à un nouveau prédateur. De par leur faculté d'apprentissage, certains individus seront plus aptes à éviter ces attaques que d'autres, dont certains seront plus aptes du fait qu'un biais d'apprentissage leur aura favorisé l'apprentissage de cette esquive. Le comportement moyen des oiseaux va changer, au bénéfice de ceux qui auront appris l'esquive ; et les individus qui auront appris à déjouer ces attaques auront un avantage sélectif certain.
Si la différence d'apprentissage est liée à une différence génétique, les oiseaux survivant aux attaques transmettront le biais de cette capacité à apprendre à leurs descendants, qui tendront alors à apprendre le même comportement, avec le même biais. Au sein de cette nouvelle sous-population à présent dominante, les individus seront d'autant plus favorisés qu'ils apprendront plus vite, et ainsi de suite, jusqu'à ce que ce comportement semble devenir un instinct.
Plus généralement, l'effet Baldwin est invoqué dès lors qu'il y a une interaction entre une pratique « culturelle », non innée mais acquise par apprentissage de manière stable dans un environnement donné, et son influence sur le phénotype résultant d'un avantage sélectif qui en découle.
La tolérance du lactose chez les humains est souvent prise comme exemple pour illustrer cette théorie. Les personnes du type européen tolèrent plus facilement le lactose contenu dans le lait des vaches car ils se sont habitués à la présence de cette molécule dans leur alimentation au fur et à mesure de la domestication et de l'exploitation des bovins. Au contraire, les personnes du type africain élevant plutôt des chèvres pour leur lait digèrent généralement mal le lactose, le lait de chèvre en contenant très peu.
En neurobiologie, Daniel Dennett s'appuie sur l'effet Baldwin pour expliquer l'accroissement de la taille et des capacités du cerveau humain, après la séparation d'avec les grands singes, par l’acquisition d'une plasticité. Cette plasticité conférerait aux hominidés un avantage adaptatif majeur aux groupes (et aux individus) qui en seraient porteurs. Cette plasticité se serait alors incorporée au génome par effet Baldwin et aurait permis, avant l'apparition du langage ou du proto-langage, la mise en place des structures corticales sous-jacentes nécessaires à son émergence.
Cette hypothèse a été et reste controversée en biologie. Les recherches sur les algorithmes génétiques lui ont en revanche redonné une place dans cette autre discipline en raison d’effets similaires mis en évidence par des simulations.